# Manuel Alcàntara i Gusart
Manuel Alcàntara i Gusart (Barcelona 5 de febrer de 1892 - Mèxic, setembre de 1981) fou un professor, periodista i promotor cultural català. Va fers estudis primaris, comerç i idiomes, i va alternar la seva feina com a empleat d'operador en borsa del Banc Transatlàntic Alemany i com a articulista i crític de teatre i arts plàstiques als diaris El Día Gráfico i La Noche, alhora que era afiliat a la Unió Catalanista. De 1919 a 1936 fou secretari de l'Agrupación Industrial del Caucho de España.
El 1923 va ingressar a la Unió Socialista de Catalunya (USC) i fou empresonat durant la dictadura de Primo de Rivera. Durant la Segona República Espanyola fou administrador de la Casa de la Caritat i professor de comptabilitat i estadística (1932-1934) i d'organització i règim local (1935-1939) a l'Escola d'Administració Pública de Catalunya (1935-1939). El 1936 s'afilià al CADCI i a la UGT.
Durant la guerra civil espanyola va ser representant de la Generalitat de Catalunya en els Organismes Internacionals d'Ajuda als Refugiats. En acabar la guerra s'exilià a França, on després d'estar tancat un temps al camp d'Argelers s'establí a Perpinyà. D'allí marxà a Montpeller, on fou un dels organitzadors de la Residència d'Intel·lectuals Catalans fins al 1941, quan marxà cap a Mèxic amb la seva muller a bord del vaixell Quanza. Allí fou gerent de l'editorial Misrachi fins que es jubilà.
A l'exili de Mèxic fou un dels animadors de la Comunitat Catalana de Mèxic, membre de l'Orfeó Català de Mèxic, i organitzador i secretari del Patronat dels Jocs Florals de la Llengua Catalana a l'exili amb Lluís Nicolau d'Olwer i Pere Bosch i Gimpera. Fou col·laborador habitual de les revistes Quaderns de l'exili, Pont Blau, Xaloc i La Nostra Revista, participà en la Conferència Nacional Catalana de 1953 i donà suport al Consell Nacional Català, del que en fou vocal a Mèxic fins a la seva mort.